# Семейство Хлориды
Семейство Хлориды — небольшое семейство астероидов, расположенное в главном поясе. Семейство названо в честь первого астероида, классифицированного в эту группу — (410) Хлорида.

## Крупнейшие астероиды этого семейства
| Имя           | Диаметр   | Большая полуось | Наклонение орбиты | Эксцентриситет орбиты | Год открытия |
| ------------- | --------- | --------------- | ----------------- | --------------------- | ------------ |
| (410) Хлорида | 123,57 км | 2,729 а. е.     | 10,922 °          | 0,237                 | 1896         |
| (521) Бриксия | 115,65 км | 2,740 а. е.     | 10,593 °          | 0,282                 | 1904         |